# Uzbekistans ambassad i Stockholm
Uzbekistans ambassad i Stockholm är Uzbekistans diplomatiska representation i Sverige. Ambassadör sedan 2023 är Nodir Ganiev.. Ambassaden öppnades 2022.

## Beskickningschefer
| Namn         | Period | Funktion   |
| ------------ | ------ | ---------- |
| Nodir Ganiev | 2023–  | Ambassadör |